# Atari TOS
TOS (The Operating System) — операционная система персональных компьютеров компании Atari (ST/STe/TT). Одна из первых массовых ОС, имевшая графический интерфейс пользователя — GEM (Graphic Environment Manager). Работала на 520ST, 1040ST и F, FM и E-вариантах (например 1040STE). Позднее, на 32-битных машинах (TT, Falcon030), разработанных для использования новой версии TOS — MultiTOS, которая основана на MiNT.

## Описание
TOS состояла из графического интерфейса пользователя GEM, разработанного Digital Research, который запускался поверх DOS-подобного GEMDOS. Дополнительно включал в себя плоскую модель памяти, MS-DOS-совместимый формат диска, поддержку MIDI и различные вызовы SCSI ACSI (в последующих версиях). Atari TOS прошивалась в микросхемах ПЗУ (что в то время было достаточно распространено), поэтому компьютеры поставлялись с установленной и готовой к использованию операционной системой.
TOS состояла из:
- Рабочий стол (Desktop) — главный интерфейс после загрузки.
- GEM (Graphical Environment Manager) — графический менеджер окружения
  - AES (Application Environment Service)
  - VDI (Virtual Device Interface) — виртуальный интерфейс устройств (только драйвера экрана, другие драйвера грузились с использованием GDOS)
- GEMDOS (GEM Disk Operating System) — дисковая операционная система
- BIOS (Basic Input/Output System) — базовая система ввода-вывода
- XBIOS (Xtended BIOS) — расширенный BIOS
- Line-A — высокоскоростные среднеуровневые графические вызовы

Некоторые дополнения TOS (грузились отдельно):
- GDOS (Graphics Device Operation System) — графические устройства операционной системы
- AHDI (Atari Hard Disk Interface) — драйвер для жёсткого диска

Многозадачность на прямую не поддерживалась, TOS допускал загрузку соучастников в системе, которые эмулировали TSR (Terminate and Stay Resident) на персональном компьютере (максимум шесть). Был разработан MultiTOS для того, чтобы разрешить многозадачность в TOS.

### Рабочий стол

Atari TOS/GEM — Монохромный экран

Рабочий стол TOS использовал пиктограммы для отображения файлов и устройств, окна и диалоговые окна для отображения информации. Файл рабочего стола DESKTOP.INF содержал настройки окон, расположение пиктограмм, по умолчанию использовались на рабочем столе две иконки дисководов и иконка корзины.
В последующих версиях использовался NEWDESK.INF для сохранения и чтения настроек рабочего стола.
Исполняемые файлы распознавались по их расширению:
- *.ACC — Desktop accessory. Загружаемые автоматически.
- *.APP — приложение (англ. Application), не для всех.
- *.PRG — исполняемые программы. Могли быть GEM-программы.
- *.TOS — TOS-программы, которые не использовали GEM.
- *.TTP — «TOS takes parameters». Открывали диалоговое окно, которое могло передать как-либо аргумент для программы. Тем не менее это переводило символы в верхний регистр.

TOS-программы (но не GEM-программы) могли автоматически загружаться при их размещении в каталоге под именем AUTO. TOS 1.4 разрешал GEM программам устанавливать автоматическую загрузку из диалога установки программы. Программы с расширением *.TTP не могли загружаться автоматически. Рабочий стол помещался в корневой каталог и загружался автоматически.

## Версии

### TOS 1
- 1.0 (ROM TOS) — ранняя версия выпускаемая на ПЗУ (ROM). Первый ROM-релиз TOS.
  - Форматы: floppy, 2 чипа и 6 ROM чипа (192 Кб)
  - Дата выпуска: 20 ноября 1985
  - Платформы: 520ST, 1040ST
- 1.02 (MEGA TOS) — исправлены ошибки, поддержка сопроцессора блиттера и RTC (real-time clock).
  - Формат: 2 chip and 6 chip ROMS (192 Кб)
  - Дата выпуска: 22 апреля 1987
  - Платформы: 520ST, 1040ST, Mega 2, Mega 4
- 1.04 (RAINBOW TOS) — исправлено множество ошибок, изменение файлового сектора, совместимость с дисковым форматом DOS, улучшение производительности. Появились проблемы с совместимостью старых программ.
  - Формат: 2 chip and 6 chip ROMS (192 Кб)
  - Дата выпуска: 6 апреля 1989
  - Платформы: 520ST, 1040ST, Mega 2, Mega 4, Stacy
- 1.06 (STE TOS, Revision 1) — поддержка только для машин ST. Необходим STE_FIX.PRG для исправления ошибок.
  - Формат: 2 ROM чипа (256 Кб)
  - Дата выпуска: -
  - Платформы: 520STE, 1040 STE
- 1.62 (STE TOS, Revision 2) — исправление ошибок к предыдущему релизу 1.06 STE TOS.
  - Форматы: 2 ROM чипа (256 Кб)
  - Дата выпуска: 1 января 1990
  - Платформы: 520STE, 1040 STE

### TOS 2
- 2.02 — ранний релиз TOS для Mega STE.
- 2.05 (Mega STE TOS) Поддержка в Mega STE 720K floppy-приводов.
  - Формат: 2 chip ROMS (256 Кб)
  - Дата выпуска: -
  - Платформы: Mega STE
- 2.06 (ST/STE TOS) — исправлены ошибки, поддержка 1.44Мб дисков, тесты памяти. Создан расширенный GEM GUI. Предыдущая версия TOS для ST/STE компьютеров.
  - Формат: 2 chip ROMS (256 Кб)
  - Дата выпуска: 14 ноября 1991
  - Платформы: 520ST, 1040ST, 520STE, 1040STE
- 2.08 — используется в ноутбуках ST.

### TOS 3
- 3.01, 3.05, 3.06 (TT TOS) — создан только для поддержки 68030 TT.
  - Формат: 4 chip ROMS (512 Кб)

### TOS 4

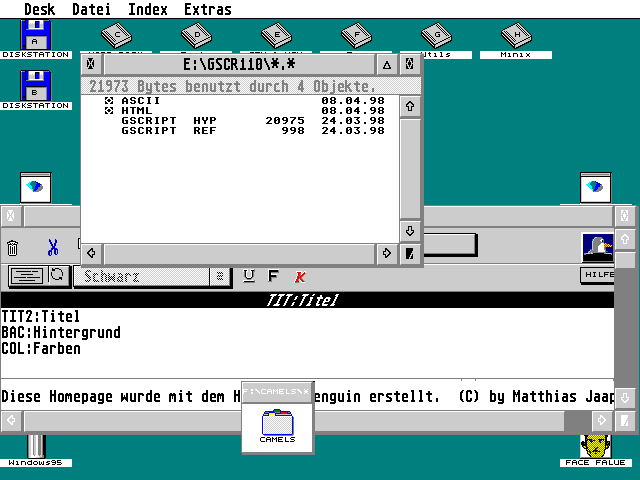
Немецкая версия TOS 4.92

- 4.00, 4.01, 4.02, 4.04 (512 Кб) — обновление только для платформы Falcon 030.
- 4.92 — последняя версия TOS, в дальнейшем выпуск прекращён.

## Интересные факты
В шутку название TOS расшифровывали как Tramiel Operating System (по имени Джека Трэмиела, руководителя Atari Corp. в то время).